# Pró-feminismo
Pró-feminismo refere-se a apoiar a causa do feminismo sem implicar que o simpatizante é membro do movimento feminista. O termo é mais frequentemente usado em referência a homens que estão ativamente apoiando o feminismo e seus esforços para alcançar a igualdade política, econômica, cultural, pessoal e social das mulheres em relação aos homens. Um certo número de homens pró-feministas estão envolvidos no ativismo político, mais frequentemente nas áreas da igualdade de gênero, os direitos das mulheres e a violência contra as mulheres.
Como a teoria feminista encontrou apoio entre vários homens que formaram grupos de conscientização na década de 1960, esses grupos foram diferenciados por preferências para determinadas vertentes do feminismos e abordagens políticas. No entanto, a inclusão de vozes masculinas como "feministas" foi visto como problemático por alguns. Para várias mulheres e homens, a palavra "feminismo" é reservada para as mulheres, a quem eles veem como sujeitos que experimentam a desigualdade e opressão que o feminismo tenta solucionar. Em resposta a esta objeção, outros termos como masculinismo, antisexismo e pró-feminismo, foram cunhados e defendido por vários grupos.
Na maioria das nações do mundo ocidental há grupos de homens pró-feministas. As atividades de grupos de homens pró-feministas incluem o trabalho antiviolência com meninos e homens jovens nas escolas, oferecendo oficinas sobre assédio sexual nos locais de trabalho, executando campanhas de educação na comunidade, e aconselhando homens perpetradores de violência.
Homens pró-feministas também estão envolvidos na saúde dos homens, estudos dos homens, o desenvolvimento de currículos pela equidade de gênero nas escolas, e muitas outras áreas. Homens pró-feministas que apoiam as feministas antipornografia participam de ativismo contra a pornografia, incluindo uma legislação antipornografia.
Este trabalho é, por vezes, em colaboração com feministas e grupos de apoio as mulheres, como a violência doméstica e centros de apoio a vítimas de estupro.
O termo "pró-feminista" às vezes também é usado por pessoas que têm crenças feministas ou que advogam em nome de causas feministas, mas que não se consideram feministas. Ele também é usado por aqueles que não se identificam com, ou não deseja para os outros identificá-los com o movimento feminista. Alguns ativistas de ambos os sexos não se referem aos homens como "feministas", e irá se referir a todos os homens pró-feministas por masculinistas, mesmo que os homens em questão referem-se a si mesmos como "feministas". Há também críticas do "outro lado" contra os homens "pro-feministas" que se recusam a identificar-se como feminista. A maioria dos grandes grupos feministas, mais notavelmente a National Organization for Women nos Estados Unidos e a Feminist Majority Foundation, referem-se a ativistas do sexo masculino como feministas, em vez de masculinistas.